# Gle Ludah
Gle Ludah är en kulle i Indonesien.   Den ligger i provinsen Aceh, i den västra delen av landet, 1 800 km nordväst om huvudstaden Jakarta. Toppen på Gle Ludah är 115 meter över havet.
Terrängen runt Gle Ludah är varierad. Havet är nära Gle Ludah åt sydväst.Runt Gle Ludah är det glesbefolkat, med 15 invånare per kvadratkilometer. Närmaste större samhälle är Banda Aceh, 15,4 km nordost om Gle Ludah. 